# Вийтанен, Пиа
Пи́а-Ли́йса Ви́йтанен (фин. Pia-Liisa Viitanen; 7 апреля 1967, Тампере, Финляндия) — финский политик, член Эдускунты от Социал-демократической партии Финляндии. С 24 мая 2013 года — министр жилищного строительства и связи в Правительстве Катайнена, с 4 апреля 2014 года по 29 мая 2015 года — министр культуры и жилищной политики.

## Биография
Родилась 7 апреля 1967 года в Тампере в средней Финляндии.
С 1995 года депутат Эдускунты от Социал-демократической партии Финляндии.
17 мая 2013 года в правительстве Катайнена произошли изменения: Криста Киуру была назначена министром образования, а вместо неё на пост министра жилищного строительства и связи была назначена Пиа Вийтанен (обе они вступили в свои новые должности 24 мая 2013). После того, как весной 2014 года из правительства вышли представители партии «Левый союз», обязанности министра культуры и спорта большей частью перешли к Пие Вийтанен; её новая должность стала называться министр культуры и жилищной политики (фин. Kulttuuri- ja asuntoministeri), в круг её обязанностей вошли культура, жилищную политика и спорт.